# Glenn Pinas
Glenn Pinas (Paramaribo, 12 december 1951) is een Surinaamse basketbalcoach. Op 17-jarige leeftijd verhuisde hij naar Nederland, waar zijn broer al woonde. Hij ging in Weert een opleiding volgen in het leger. Tegelijkertijd begon hij in 1970 basketbal te spelen voor BS Weert, waar hij twee seizoenen bleef. Toen Pinas verhuisde naar Groningen, waar hij inrichtingswerk ging studeren, ging hij spelen voor BV Groningen. In 1974 maakte hij de overstap naar het Surinaamse studententeam Pokai. Tijdens en na zijn studie ging Pinas aan het werk in het Academisch Ziekenhuis Groningen (nu UMCG) als orthopedagogisch medewerker.
Toen coach Rupport Clements in 1976 Pokai inruilde voor Celeritas werd Pinas coach van Pokai. Na vijf jaar zocht Pinas het hogerop en begon bij Red Giants uit Meppel. In 1987 promoveerde deze club van de promotiedivisie naar de Eredivisie en in 1989 werd hij coach van het jaar. Na drie jaar eredivisie werd het contract van Pinas niet verlengd en ging hij op zoek naar een andere club. Hij kwam uit bij KBS Orca's uit Urk waar hij het seizoen niet afmaakte. Het jaar erop ging hij de dames van BV Groningen coachen en na twee seizoenen verhuisde hij naar RZG Donar, ook uit Groningen. Daar bleef hij negen seizoenen en werd drie maal coach van het jaar, in 1995, 1996 en 1997.
Het hoogtepunt van Pinas kwam in 1998, toen Donar de finale van de playoffs behaalde, tegen Hans Verkerk Den Helder. In de vierde wedstrijd nam de scheidsrechter een omstreden beslissing waarmee Den Helder een driepunter kreeg wat mogelijk een tweepunter had moeten zijn. Hiermee werd de stand gelijk en kwam er een verlenging, die uiteindelijk door Den Helder gewonnen werd. De stand in de best-of-seven-reeks was daarmee 3-1 in het voordeel van Den Helder. Donar kwam nog goed terug maar Den Helder werd uiteindelijk kampioen met 4-3.
In 2002 leek Donar failliet te gaan. Pinas werd een kleine vertrekpremie geboden terwijl hij volgens zijn contract recht had op zo'n 15.000 euro. Hij nam hier geen genoegen mee waarna Donar failliet ging en Pinas met lege handen stond.
Van januari 2004 tot april 2006 was Pinas bondscoach van het Nederlands basketbalteam.
Nadat Pinas stopte als basketbalcoach richtte hij het bedrijf 12TEAM op, samen met Hans Nieboer die onder Pinas drie jaar assistentcoach was van Donar.
In februari 2019 maakte Pinas zijn comeback als coach bij Martini Sparks om de vertrokken Joyce Siderius Bolman voor de rest van het seizoen te vervangen. Hoewel hij ook aan het seizoen hierop begon vertrok hij in september alweer.
Pinas was voor de gemeenteraadsverkiezingen in 2022 lijstduwer bij de Stadspartij in de gemeente Groningen.